# Brayulinea australis
Brayulinea australis är en amarantväxtart som först beskrevs av August Heinrich Rudolf Grisebach, och fick sitt nu gällande namn av Schinz. Brayulinea australis ingår i släktet Brayulinea och familjen amarantväxter. Inga underarter finns listade i Catalogue of Life.